# 纽约市公共议政员
紐約市公共議政員（英語：New York City Public Advocate）是美國紐約市一名通過全市選舉而產生的民選官員，他是紐約市市長的第一繼任者。紐約市公共議政員辦公室是聯繫紐約市政府與選民之間的直接紐帶，同時還充當紐約市民向紐約市政府的申訴者與保護者。

## 職位歷史
紐約市公共議政員設立於1993年，起因是紐約市議會當時計劃將其議會主席（President of the City Council）一職的名稱進行變更。《1989年紐約市城市憲章修正案》取消了權力強大的紐約市評估委員會，隨後該委員會委員長就被視為是禮儀性的職位。但是該委員會委員長在紐約市議會擁有席位，同時在市議會投票時出現平票情況下具有透出關鍵票的權力；不過這個權力也在2001年被取消。當時人們認為這個職位會被取消，但事實上卻一直保留至今；該職位迄今以來都由民主黨人擔任。 馬克·約瑟夫·格林是首位公共議政員，不過他在隨後的2001年紐約市市長選舉中敗選。
同樣也2001年，市議會修訂了《城市憲章》，將公共議政員作為市議會主席的職能轉移給從議員中選出的議長。 因此，格林的繼任者貝特西·戈特鮑姆的角色僅限於擔任該市事實上的監督員。2009年接替戈特鮑姆的選舉競爭激烈，比爾·白思豪獲勝；他後來成為第一位贏得市長職位的公共倡導者。
現任公共倡導者是朱瑪恩·威廉姆斯，於2019年2月26日舉行的特別選舉後當選。

## 職位職責
公共議政員是紐約市議會的無投票權成員，但有權提出和共同發起立法草案。而在《紐約市憲章》於2002年修訂之前，公共議政員還是紐約市議會的議會主席。 公共議政員還代表紐約市民充當紐約市政府的監察人，對市府轄下機構進行監督。他擁有對市民針對城市服務的投訴進行調查，並提出解決這些服務缺失的建議。這些職責在《紐約市憲章》的第24條進行了規定，但相關措辭比較含糊。同時他所任職的委員會具有選舉紐約市獨立預算辦公室主任的權力；並且他還可任命其他多個委員會或理事會成員的權力，其中就包括對城市規劃委員會一名成員的任命。依據《紐約市憲章》第1061條的規定，他也是公共信息與傳播委員會的主席。
與市長、審計長一樣，公共議政員必須經由紐約市市民全體選舉而產生。同時公共議政員還是市長職位從缺時的第一繼任者。

## 歷任名單
|   | 肖像照 | 姓名                 | 任期                        | 所屬黨派 | 備註                                                   |
| - | ------ | -------------------- | --------------------------- | -------- | ------------------------------------------------------ |
| 1 |        | 馬克·格林            | 1994年1月1日—2001年12月31日 | 民主黨   | - 後競選紐約市市長但落選。                             |
| 2 |        | 貝特西·戈特鮑姆      | 2002年1月1日—2009年12月31日 | 民主黨   | - 沒有競選第三屆任期。                                 |
| 3 |        | 比爾·白思豪          | 2010年1月1日—2013年12月31日 | 民主黨   | - 後競選紐約市市長並勝選。                             |
| 4 |        | 詹樂霞               | 2014年1月1日—2018年12月31日 | 民主黨   | - 第二任期開始1年後即辭職而接任紐約州檢察總長職。      |
| — |        | 克里·約翰遜 （代理） | 2019年1月1日—3月19日        | 民主黨   | - 因詹樂霞擔任紐約州檢察總長而繼任成為代理公共議政員。 |
| 5 |        | 朱瑪恩·威廉姆斯      | 2019年3月19日—至今          | 民主黨   | - 因在2019年特別選舉中勝選而擔任該職。                 |

## 外部連接
- 官方网站